# Fath de Nador
Le Fath Riadi de Nador (en arabe : الفتح الرياضي الناضوري), plus couramment abrégé en Fath Nador, est un club marocain de football fondé en 1971 et basé dans la ville de Nador.
Le club évolue en première division du championnat amateurs marocain (GNFA 1), soit l'équivalent de la troisième division.

## Historique
Le Fath Union Sportive Nador (FUS Nador) est un club sportif marocain basé à Nador. Il évolue en troisième division marocaine, également appelée division amateur. Son nom et ses couleurs sont associés à la grande équipe du FC Barcelone. Le club a été fondé par des militants de la ville de Nador, située au nord du Maroc, à la frontière avec la ville de Melilla, sous administration espagnole. Le club a choisi les mêmes couleurs que le FC Barcelone, célèbre club espagnol, avec ses bandes verticales rouges et bleues, en raison de sa grande popularité dans la ville. L'équipe est considérée comme le deuxième représentant de la ville après son voisin et rival traditionnel, le Hilal Nador.
Le club évolue pour la dernière fois en deuxième division marocaine lors de la saison 2005-2006, où il se classe 16e et dernier du championnat.